# Kiralitet
Kiralitet eller chiralitet (av grekiska för "hänthet", som i höger- respektive vänsterhänt, av χειρ, cheir, "hand") är en symmetriegenskap som är viktig bland annat inom kemin. Ett objekt eller system kallas "kiralt" om det skiljer sig från sin spegelbild. Kirala objekt förhåller sig till varandra som en högerhand till en vänsterhand. Sådana objekt kommer således i två former, vilka är varandras spegelbilder. Ett objekt som inte är kiralt kallas akiralt (ibland också amfikiralt).

De båda enantiomererna av mjölksyra

Kiralitet förekommer bland annat inom:
- matematiken, som kiraliteten av matematiska objekt.
- fysiken, som kiraliteten hos vissa subatomära partiklar. Man talar även om kirala teorier, som skiljer på höger och vänster, till exempel vissa varianter av strängteori.
- kemin, som optisk isomeri vilken uppstår genom att en molekyl innehåller en eller flera kiralt bundna atomer (kallas även asymmetriska centra). Termen används också för vissa kristallina ämnen. Exempelvis är SiO2 en akiral förening men kvartskristaller är kirala.

## Kiralitet inom kemin
Inom kemin ses kiralitet som en form av isomeri. De två olika formerna med olika kiralitet kallas för enantiomerer eller stereoisomerer. Nästan alla av enantiomerernas fysikaliska egenskaper är lika, såsom smältpunkt, kokpunkt och densitet, men de roterar planpolariserat ljus åt olika håll; de är alltså optiskt aktiva. Inom biokemin är kiralitet av stor betydelse, eftersom normalt endast den ena enantiomeren är biologiskt aktiv (exempelvis aminosyror och sockerarter).
Även om man inom kemin ofta uttrycker sig som att kiraliteten skulle vara kopplad till någon viss del av en molekyl (till exempel kirala kolatomer) så är kiraliteten en egenskap hos hela molekylen. Närvaro av "kirala atomer" är varken ett nödvändigt eller tillräckligt kriterium för kiralitet. I stället är kiralitet helt och fullt kopplat till hela molekylens symmetri.
Det allmängiltiga kriteriet för kiralitet är avsaknaden av andra symmetrielement än symmetriaxel Cn. Det får således inte finnas något symmetricentrum eller symmetriplan, inte heller någon alternerande symmetriaxel Sn (axel + reflektion vinkelrätt mot axeln). En kiral molekyl behöver således inte vara asymmetrisk.